# MiG-23 (航空機)
MiG-23/МиГ-23
ソビエト連邦空軍のMiG-23戦闘機
- 用途：制空戦闘機、マルチロール機、要撃機、戦闘爆撃機、練習機
- 分類：戦闘機
- 設計者：MiG
- 製造者：なし
- 運用者：運用国
- 初飛行：1967年6月10日（23-11）
- 運用状況：現役
- 派生型：MiG-27（戦闘爆撃機）

MiG-23（ミグ23；ロシア語：МиГ-23ミーグ・ドヴァーッツァチ・トリー）は、ソビエト連邦のミグ設計局が開発した戦闘機。単発エンジンに可変翼を持つことが特徴。アルチョム・ミコヤンが最後に手がけた機体であった。
北大西洋条約機構（NATO）の使用するNATOコードネームはフロッガーA/B/E/G/K/C（Flogger　鞭打ち役人）。
原型機の23-11は1967年6月10日に初飛行した。発展型に戦闘爆撃機型のMiG-27（МиГ-27）が存在する。

## 概史

### 開発

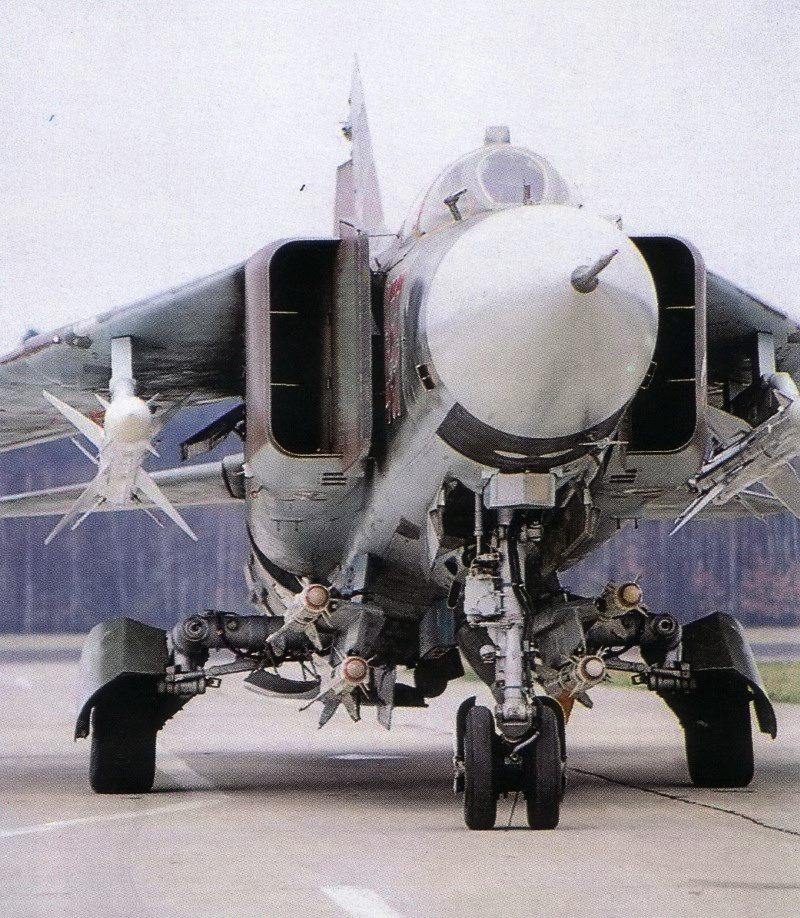
翼を閉じた状態のMiG-23。ポーランド空軍のもの。

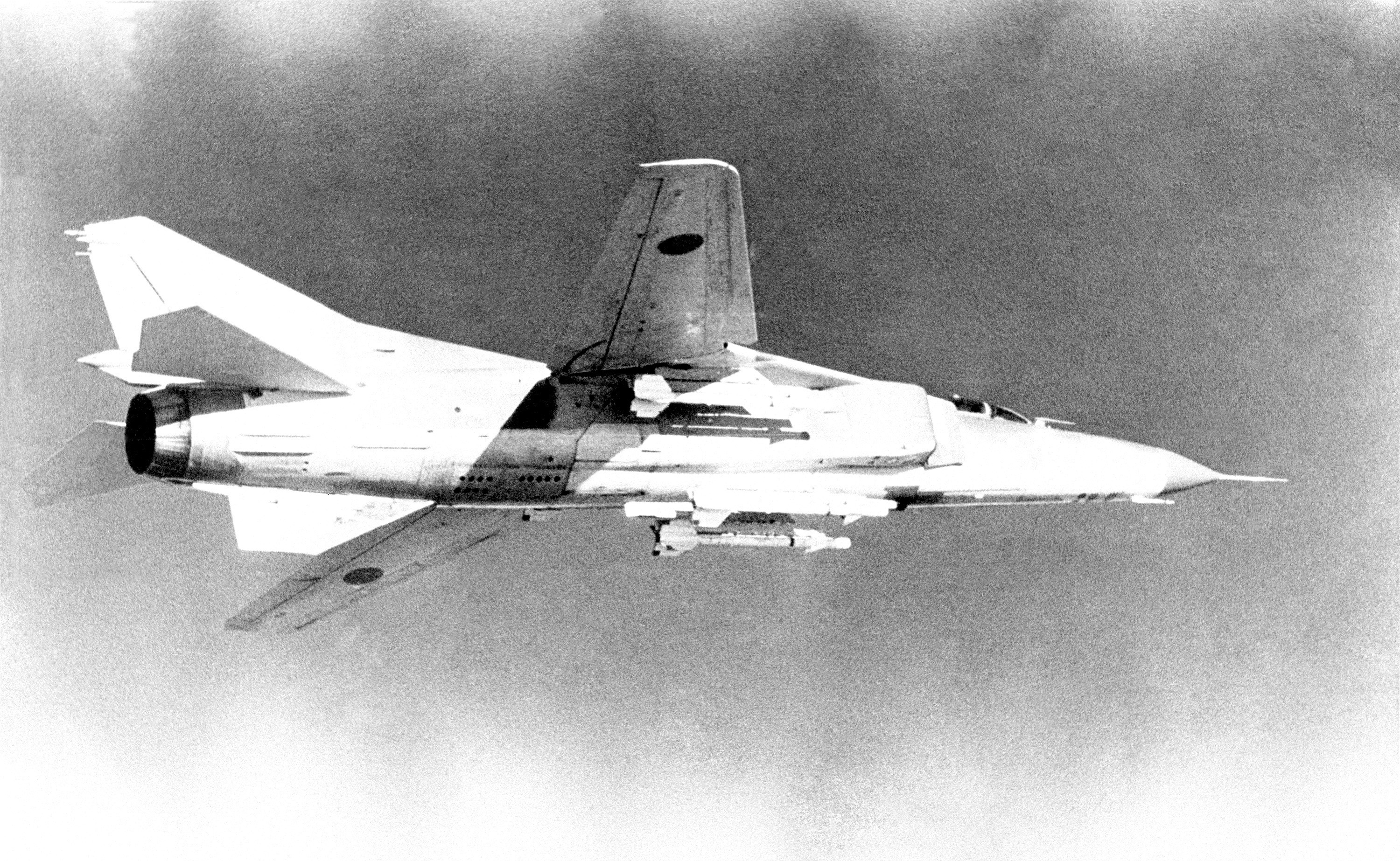
翼を広げた状態のMiG-23。リビア空軍のもの。

1960年代にミグとスホーイ両設計局がSTOL用リフトエンジン搭載有尾翼デルタ翼機と可変翼機の製作を指示されたのが始まりである（ミグは1960年代初めから可変翼機の研究をしていたが、当時は技術的に困難であった）。ミグは新型機を製作するにあたり、リフトエンジン2基を搭載する実験機23-31（MiG-21PD）を1966年に製作し、この機体のデータを基にしたSTOL機23-01（MiG-23PD）と、可変翼の23-11を同年に製作した。翌年の実験で23-01が機体重量と機内空間が有効に使用できないことや飛行時での不安定性があり、整備面でもこの方式が実用的でないことが判ると、23-11が採用された。
可変翼は、胴体中央にある固定翼部外側にピボット軸を取付けて、その外側にある外翼部がピボット軸を回転軸として回転することで後退角を変化させる仕組みとなっている。アメリカ合衆国の開発したF-111戦闘攻撃機（戦闘爆撃機と呼ばれることもある）やF-14戦闘機、ヨーロッパで共同開発されたトーネード攻撃機など1960年代後半から1970年代前半に複数種の軍用機で採用され、このような航空機は可変翼機と呼ばれている。この時期の軍用機は敵に滑走路を破壊された場合の対処方法を重要視して設計されており、離着陸距離を短縮できるSTOL機（可変翼機を含む）や滑走路を必要としないVTOL機に大きな関心が集まっていた。可変翼機は、高速で飛行する際は翼を後退させて抵抗を減らし、離着陸や低速飛行の際は前に広げて揚力を大きくすることができる。MiG-23も可変翼の採用によって離着陸距離を短縮している。初期の可変翼機は手動操作によって後退角度を変更していたが、F-14では後退角や後縁フラップを自動コントロールにして空中格闘戦能力の向上も図られた。
MiG-23の可変翼は主翼の後退角度を16度、45度、72度の各位置から手動操作で選択する簡易的なものでF-111やF-14よりは単純であり、メンテナンスにも高度な技術を必要としない。主力戦闘機として十分な能力を発揮し、ソ連や東欧のほかキューバ、アンゴラ、リビア、北朝鮮といった東側諸国で使用された。最後期型のMiG-23MLDでは、戦闘時の主翼後退角度として33度の位置が設定され、角度制御こそ手動のままであるが前縁フラップは自動制御になり、格闘性能を向上させている。
主翼後縁には単隙間フラップと上面にスポイラーを装備しており補助翼はなく、前者は前縁フラップと連動し空戦フラップとして機能し、後者は水平尾翼との組合わせにより機体のローリングの操縦を行う。尾翼は前縁後退角65度の垂直尾翼と前縁後退角57度の全遊動式水平尾翼であり、垂直尾翼の付け根から胴体背部中央まで伸びるような形状のドーサル・フィンを有する。後部胴体中心線の下面には大型のベントラル・フィンが取付けられており、これは油圧により右側に折り畳まれる構造で離着陸時には降着装置と連動して作動する。水平尾翼下の後部胴体側面の左右にはエアブレーキを装備している。
初期の型では機体構造に問題があり耐G制限も低いなど、機動性能が劣っていたが、後期型は構造の見直しで機体が軽量かつ強度の上がったものになり、エンジンの強化や空力的な改善と相俟って機動性を向上させている。
機首に搭載するレーダーは、初期の機体ではMiG-21と同じJバンドを使用するRP-22サフィール21（NATOコードネーム ジェイ・バード）火器管制レーダーであり、最大捜索距離は29km、目標の最大追跡距離は19.3kmの性能を持ち、全天候迎撃能力は制限されたものであった。後の型では同じくJバンドのパルス・ドップラー・レーダーを使用した、サフィール23D-Sh（NATOコードネーム「ハイラーク」）を装備しており、最大捜索距離は80.4km、目標の最大追跡距離は56.3kmと大幅に性能が向上した。その後の発展型には、サフィール23ML（同「ハイラーク2」）やルックダウン・シュートダウン能力を付与したサフィール23Pなどの能力向上型を装備している。
固定武装として胴体下面に23mm口径のGSh-23L機関砲を装備しており、胴体中央下面・主翼固定部・可変翼部にハードポイントが設けられている。
燃料容量は機内に4,650-4,700ℓを搭載でき、さらに最大で2,370-2,400ℓを増槽に入れて搭載可能である。
MiG-23は本来、前線の制空権を確保するための前線戦闘機であるため、空中戦のみならずある程度の対地攻撃能力も持つよう設計されていた。MiG-23MLなど、後期型では種別は多用途戦闘機に変更されている。特に対地攻撃を重視した派生型もあり、ソ連空軍向けに開発された機体はMiG-27と呼ばれている。一方、輸出向けの機体の名称は一部を除いてMiG-23のままであった。

### 発展
戦闘機型としては、初期レーダー搭載型MiG-21と同様のサプフィール21レーダーを搭載した初期生産型のMiG-23S、本来のサプフィール23を搭載し1970年代にソ連空軍の主力となったMiG-23M、及びそのダウングレード・輸出型のMiG-23MSとワルシャワ条約機構向けの輸出型MiG-23MF、機体構造を全面的に見直しエンジンを換装した後期型のMiG-23ML、その防空軍向けの迎撃戦闘機型MiG-23P、それに準じた空軍向けのMiG-23MLA、第4世代機に対応するための改良型MiG-23MLDとその輸出型などがあり、戦闘爆撃機型には輸出向けのMiG-23BN、ソ連空軍向けのMiG-27/K/M/D及びインド空軍向けのMiG-27ML、その他練習機型の前期型MiG-23UBと後期型MiG-23UMなどがある。艦上攻撃機型MiG-27は量産されなかった。なお、攻撃機型MiG-23/27シリーズの国内対抗機と言える機体にSu-17はいずれも前線偵察機としても使用されたが、MiG-23/27シリーズには偵察能力は付与されなかった。

### 配備
MiG-23は、ブルガリア、ルーマニア、ポーランド、チェコスロバキアといった東側諸国へ相当数が輸出され、その他にはアルジェリア、インドといったアジア、アフリカなどの非同盟諸国やキューバ、アンゴラといった社会主義・共産主義諸国にも輸出された。中ソ対立を起こしていた中華人民共和国は同様にソ連と対立し始めたエジプトからMiG-23を入手してJ-8IIなどの開発に役立てた。日本周辺では北朝鮮に約46機が配備されており、2003年3月にMiG-29 9-13と共に米軍偵察機RC-135を迎撃、2009年4月5日に行われた北朝鮮によるミサイル発射実験の際に北朝鮮側のMiG-23が周囲を警戒、うち1機が原因不明で墜落した。2010年11月23日に発生した延坪島砲撃事件においては、北朝鮮側は砲撃直前にMiG-23戦闘機5機を出動させ、哨戒任務を行っていた。
冷戦終結に伴う各国の予算逼迫と経年劣化によりMiG-23の多くは既に退役しており、ヨーロッパでは2002年10月のブルガリア空軍からのMiG-23MLA/MLD/UBの退役を最後に姿を消した。これら多くの国でMiG-23/27の退役が進む一方、2005年になってアンゴラはロシアに対し自国のMiG-23を能力向上型のMiG-23-98に改修する契約を結んでおり、2007年現在実際に改修されたとされる機体の写真が公表されている。また、リビアのMiG-23MLAもウクライナでオーバーホールを受けている。コンゴ民主共和国では、新規に中古の複座型が導入されている。コートジボワールでは、フランス軍によって破壊された同国のSu-25UB（旧ベラルーシ空軍機）の補完として旧ブルガリア空軍機のMiG-23MLD（輸出型）が輸入されている。

### 戦果
MiG-23は、対戦闘機戦闘においては、使用国自体の体制的な問題もあり、西側製の戦闘機に多くの場合敗れている。リビア空軍機をアメリカ海軍機が撃墜したことはアメリカ合衆国によって広く宣伝された。また、イスラエルも同様に自国の戦果を大きく宣伝しており、多数のMiG-23を撃墜し自らの損害はごく僅かであったとしている。中東戦争やその後の消耗戦、イラン・イラク戦争及び湾岸戦争以降のイラクでも多くの機体が撃墜・破壊されたとされている。一方で、主翼が前進状態であればそれなりに敏捷であり(後退して翼幅が狭くなっているとスポイラーの効きが悪くロール率が低下する)、アンゴラでは、ミラージュIIIやインパラとの至近距離（半マイル（およそ800m）程度と言われる）のドッグファイトで後ろに回りこみ、相手を撃墜している。実戦においてより大きな役割を果たしたのは攻撃機型で、インドやスリランカ、エチオピアなどでの働きが知られている。
リビア対アメリカ合衆国
1989年1月4日にリビア空軍のMiG-23MSがアメリカ海軍のF-14Aの攻撃により撃墜されるという事件が起こった。この事件は、1989年のシドラ湾事件と呼ばれる。
なお、このとき撃墜された機体がMiG-23MSであるとするのはロシア側の資料であり、アメリカ合衆国側の情報ではこれはMiG-23MLであったということになっている。
シリア対イスラエル
1982年6月のベッカー高原空中戦では、シリア空軍のMiG-23MSがF-16AやF-4Eなど12機を空中戦で撃墜したとシリアによって公表されている。なお、MiG-21もF-15をはじめとする5機を撃墜したとされている。一方、ソ連の資料に拠ればシリア空軍の空中戦の戦果はすべてMiG-23によるものであり、5機を撃墜、損失は6機であった。また、イスラエルに拠れば同国国防軍空軍は十数機のMiG-23を撃墜したとし、空中戦における損害は皆無であったとしている。
その後もイスラエルとシリア空軍はしばしば衝突を繰り返していたが、ソ連の資料に拠れば、シリア空軍に新型のMiG-23MLが供給されてより短期間のうちに3機のF-15を撃墜し、MiG-23MLの損失は皆無であったとされている。ただし、このF-15の撃墜に関しては、ミサイルが刺さったまま帰還した例など複数あり、これらの事象もあって、日本をはじめとする西側諸国では、F-15は自軍機による撃墜を除くと一度も撃墜されたことのない「無敵の戦闘機」であるとされており、イスラエルの記録ではMiG-23全機種を通算して20機以上の撃墜が報告されている。
イラン・イラク戦争
1982年9月22日から始まったイラン・イラク戦争では、イラク空軍のMiG-23MS/MLが7機のイラン空軍機を撃墜したと主張されており、そのうち一機はF-14であることが確認されている。
なお、イラクのMiG-23MLにはミラージュF1EQ-5/6からパイロンを流用し、エグゾセ対艦ミサイルを搭載できるよう改修された機体があった。この場合、エグゾセを機体中央線下に装着するため、本来の固定装備である機関砲は取り外されていた。
湾岸戦争
1991年1月17日から始まった湾岸戦争においては、開戦初日にイラク空軍のMiG-23MLがイタリア空軍のトーネード1機を撃墜したと主張されている。実際、同日にイタリアのトーネード1機が原因不明の未帰還となっているので、イラク側の主張が正しい可能性はあると思われる。但し、MiG-29によるとする説もある。一方多国籍軍は、合計8機のMiG-23を空中戦で撃墜したと主張している。
なお、湾岸戦争前に海外へ補修などに出されていたイラク空軍の機体は、東ドイツへ渡されていたMiG-21bisをはじめどれも本国に返還されなかったが、MiG-21bis/UMなどとともに1機のMiG-23MLAもユーゴスラビアから返還されなかった。この機体は他のMiG-21などとともにユーゴスラビア空軍及び防空軍に編入されたのち、現在ではセルビアの博物館に野外展示されている。
アンゴラ
アンゴラでは、同国空軍及び支援していたキューバ空軍のMiG-23が南アフリカ共和国のインパラやミラージュF.1CZとしばしば空中戦を行った。こうした中、南アフリカもインパラ、ミラージュF1各1機の損失を認めている。
インパラは練習機兼用の攻撃機でMiG-23の方が圧倒的に高い能力を持っているものの、MiG-23とミラージュF1とでは機体の決定的な性能差はなく、むしろ南アフリカの搭載ミサイルであった短射程ミサイルR550マジックとアンゴラが使用したR-24の差異に拠るところが大きいと言われる。なお、アンゴラのMiG-23の機上レーダーは南アフリカの戦闘機のレーダーより高性能であったが、その稼働率は極めて低く、レーダーの性能差によるアドバンテージは得られていなかったと考えられている。また、これと関連し、レーダー誘導ミサイルの稼働状況も万全なものではなかったとの説もある。
戦果の一方で、当時最新型のMiG-23MLAをはじめ数機が南アフリカ共和国軍の戦闘機の機関砲によって損害をうけており、また、地対空ミサイルの攻撃により撃墜されている。なお、アンゴラではキューバ空軍のMiG-23BNも活動していた。
冷戦が終了するとキューバは撤退したが、そのためアンゴラ政府軍は苦境に立たされた。アパルトヘイトの廃止後南アフリカ共和国と停戦したアンゴラ政府は、1990年代半ばより南アフリカ共和国の元軍人の創設した民間軍事会社エグゼクティブ・アウトカムズ社に支援を求め、アメリカ合衆国のCIAの支援により政府に対するテロ行為を行ってきた反政府ゲリラに対する戦闘を続行した。その結果政府軍はゲリラ側を圧倒し、どうにか和平に漕ぎ着けることに成功した。この戦闘において、南アフリカ共和国空軍の元パイロットであった社員はかつての敵機MiG-23MLAに対し、特に23mm連装機関砲の対地攻撃における威力は素晴らしいという評価を下している。また、同じく傭兵としてMiG-23MLAに搭乗したオランダのパイロットは、自身が操縦したF-16Aと比べて、垂直面の運動性はMiG-23が勝り、水平面での運動性も劣らないと評している。
なお、アンゴラでは1990年代以降中古のSu-27SKやSu-25を導入しているが、これらは古いMiG-21MF/bisやSu-22（Su-17M2の輸出型）などの代替であり、MiG-23MLAはMiG-23-98仕様に改修されて今後も使用される予定である（MiG-23MLAより古いMiG-23MFについては不明）
ソ連のアフガニスタン侵攻
MiG-23が実戦活動を行った軍事行動の中で最もよく知られているのはソ連のアフガニスタン侵攻である。この戦争では戦闘機型のMiG-23も主として地上目標に対する攻撃任務に投入されたが、空中戦における戦果も報告されており、ロシアの情報に拠れば、MiG-23MLDがR-60によってパキスタン空軍のF-16A 1機を撃墜したとされている。パキスタンはこの損失を認めているが、自軍機の誤射によるとしている。またパキスタン側は、この時の空中戦でMiG-23MLDを二機とも撃墜したと主張しているが、実際はMiG-23の1機が損傷したのみで、基地に帰還している。
また、ソ連のアフガニスタン侵攻に際してはMiG-27各型が空軍戦力の主力として投入されたが、アフガニスタンの複雑な地形に悩まされ思ったような成果は挙げることができなかったようである。
大韓航空機撃墜事件
大韓航空機撃墜事件の際にはソ連防空軍のMiG-23P数機が迎撃に上がりSu-15TMを補佐、結果、Su-15のR-98ミサイルによる旅客機の撃墜に至った。一部では、MiG-23が撃墜したとする情報も流れたが、MiG-23は迎撃には参加したものの実弾は発射しなかった。
アフリカの角
エチオピアは隣国エリトリアとの戦争においてMiG-23BNを航空戦力の主力としていた。一方、エリトリアもMiG-23BNを用いエチオピア側を攻撃した。
スリランカ
スリランカ空軍のMiG-27Mは、タミル・イーラム解放の虎（LTTE）への切り札としてMi-24V/Pなどとともにウクライナから輸入され、同じくイスラエルから輸入されたクフィルC7とともに主力爆撃機として使用された。
これら大幅な戦力の増強によりスリランカ政府軍はLTTEを力で屈させることに成功した。
インド対パキスタン
インド空軍へは、それまでのSu-7BMKやHF-24マルートの代替としてMiG-23BNとMiG-27MLが配備されたが、そのうち1機のMiG-27MLがパキスタンとのカシミール地方を巡る紛争で対空砲火によって失われている。
リビア
リビアとエジプトやチャドとの戦闘でもリビア空軍のMiG-23が使用されたとされている。2011年リビア内戦では、MiG-23MLなどが多国籍軍の戦闘機などと交戦し1機が空戦の末に撃墜されている。
朝鮮民主主義人民共和国
2003年3月に、2機のMiG-23がMiG-29 9-13と共同で米軍のRC-135偵察機に対しスクランブル発進を行い接近し威嚇した。

## バリエーション
本機には細かいNATOコードネームが付けられていた。詳しくはフロッガーを参照。

### 試作型

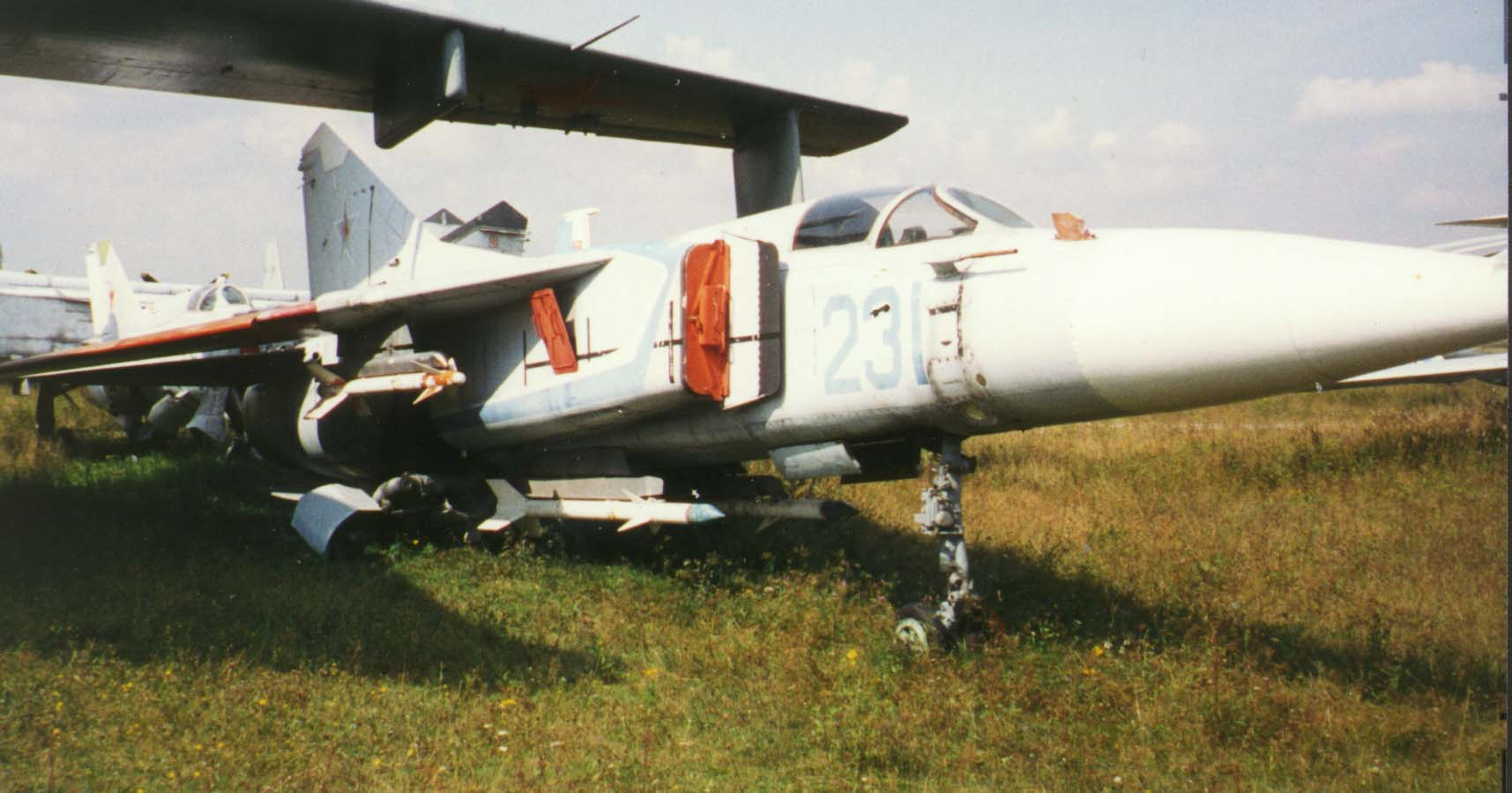
MiG-23のプロトタイプである23-11可変翼試作戦闘機

製品23-01（MiG-23PD / МиГ-23ПД）
STOL試作戦闘機。
MiG-21と同様の尾翼付きデルタ翼形式であるが、胴体側面に半円形のエアインテークを配置し、機首に大型のレドームを備えていた。武装は23mm機関砲を搭載。主エンジンはMiG-21が装備していたR-11F2S-300を改設計したR-27-300（推力7,800kg）で、胴体内にリフトエンジンとして2基のコリェソフRD-36-35（推力2,350kg）を装備していた。
1967年4月3日に初飛行して以来、数回実験を行うが、リフトエンジンが飛行中に完全なデッドウェイトとなることに加え、リフトエンジンに機体内部空間を割り当てるため燃料や機材の搭載量が限定されるなどの不都合が多いことが判明。こうした欠点に加え将来の発展性も失望されたため、開発中止となった。
1967年7月のドモデドヴォ航空ショーに登場した際、西側はNATOコードネーム「フェイスレス（Faithless：不信心者）」と名付け、本機がソ連の次期戦闘機の有力候補と見ていた。
製品23-11
可変翼試作戦闘機。
技術的問題から開発の遅れていたレーダーを搭載しておらず、機体性能の試験機として用いられた。エンジンは23-01と同じR-27-300。1967年6月10日に初飛行。
上記の23-01が開発中止になったため、本機が採用された。
製品23-31（MiG-21PD / МиГ-21ПД）
MiG-21を改造したVTOL研究機。

### 初期型

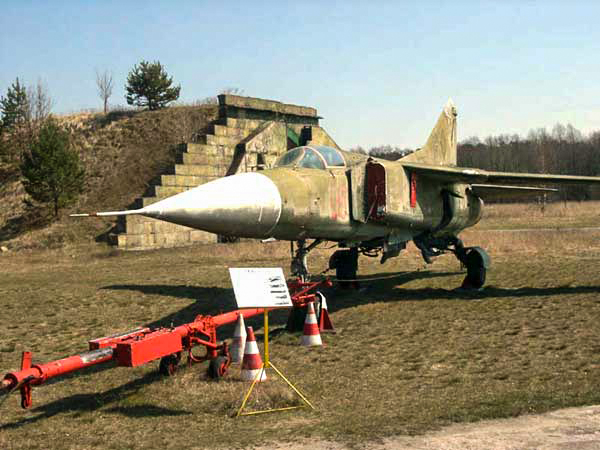
MiG-23S

MiG-23S（МиГ-23С）
前線戦闘機として開発された初期量産型。
高性能レーダーが間に合わなかったため、当時のMiG-21と同じサプフィール21(RP-22)レーダーを搭載した。このため戦闘能力は限定的で、主兵装となるはずであった中射程空対空ミサイルは使用できず、赤外線誘導式のK-13(AA-2)を4発搭載した。ミサイルの誘導装置としては、デーリタNとラズーリSが搭載された。エンジンはR-27。
1969年から1970年にかけてモスクワのズナーミャ・トルダーで少数が生産されたのち、主として練習機として使用された。1年後にはシステムのアップグレードや改善などを行った機体に生産が変更となり、名称はMIG-23SMに変更された。NATOの付与したコードネームはフロッガーA。
MiG-23UB（МиГ-23УБ）
MiG-23Sをもとに開発された複座の戦闘訓練機で、転換用高等練習機としても用いられた。
レーダーは装備しないが限定的な戦闘能力を有していた。ただしMiG-23ML以降のレーダー誘導式中射程AAMの射撃訓練に使用される際には制約が発生するため、レーダー波照射ポットを搭載した。量産機では機体構造が中期型に準じたものに修正され、エンジンはR-27F2M-300となり主翼も張り出しのあるものに変更された。複座型は、他機種におけるのと同様「スパールカ」の愛称で呼ばれた。
生産は1970年から1978年までイルクーツクのイルクーツク航空機工場で行われた。NATOのコードネームはフロッガーC。

### 中期型

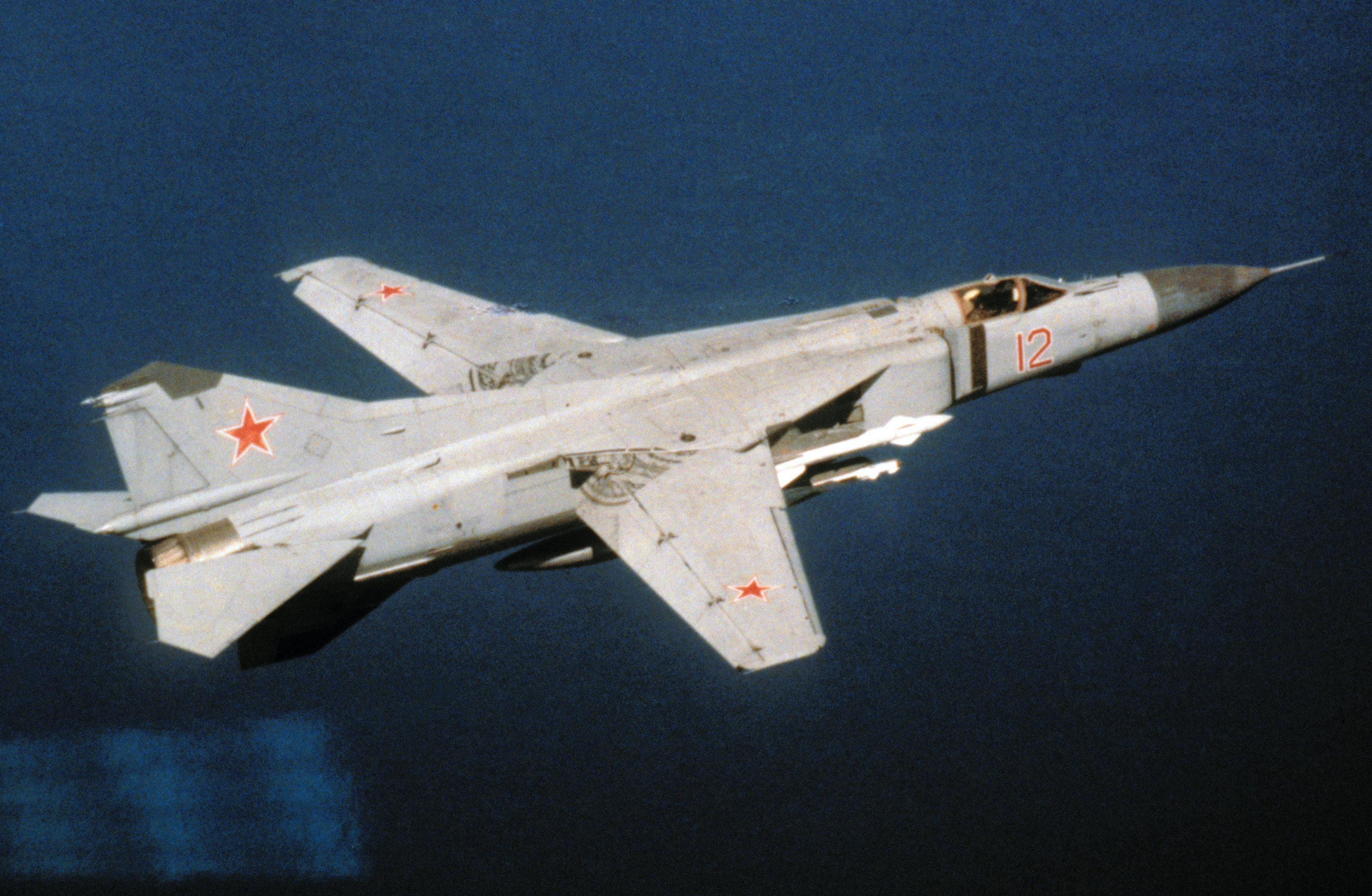
MiG-23M

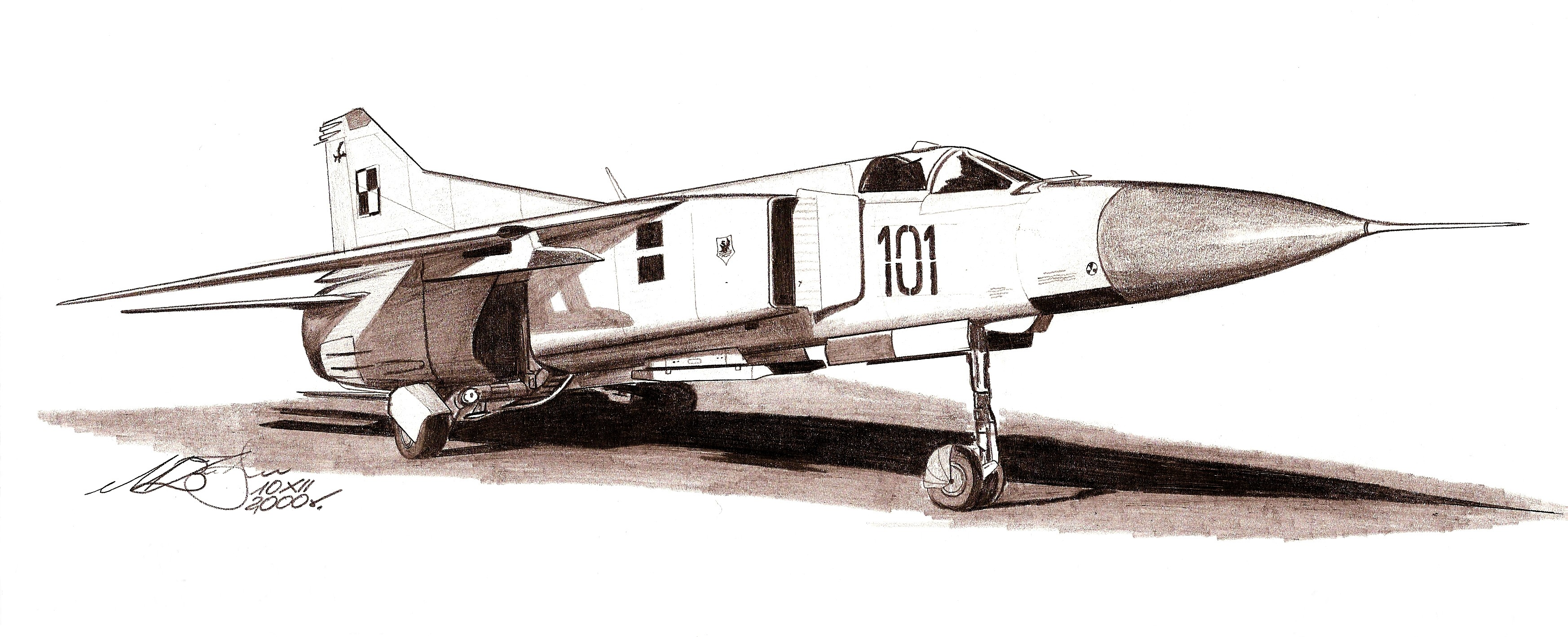
MiG-23MF

前線戦闘機として開発された。
MiG-23M（МиГ-23М）
ソ連国内向けの型。
エンジンはR-29B-300を搭載。主翼の可変部前縁付け根に半円形の切り込みが付けられており、可変翼を後退させるとドッグトゥースを形成して翼端失速を防ぐ。
火器管制レーダーはパルス・ドップラー式のサプフィール23D-Shを搭載した。このレーダーはアメリカのF-4Jに搭載されたAN/AWG-10から取得した情報を基に開発されたとされる。射程外射程（BVR）AAMのR-23(AA-7)が搭載可能となり、MiG-21クラスの目標であれば距離55kmで探知可能で、35kmの距離からR-23により攻撃することが可能となった。このレーダーの搭載により、機首部の電波透過材部の形状が大幅に変更となった。また、初めて本格的な採用となった赤外線探知装置としてTI-23を装備した。これは後にTI-23-1によって更新された。ミサイル誘導装置としては、デーリタNGとラズーリSMが搭載された。NATOのコードネームはフロッガーB。
MiG-23M(E)（МиГ-23М(Э)）
輸出型。ワルシャワ条約機構外への輸出用で、機体能力は大幅にダウングレードされていた。
サプフィール21レーダーを装備し、赤外線探知装置は装備しなかった。赤外線誘導型のR-23Tは運用可能であったが、レーダー誘導型のR-23Rは運用できなかった。主としてアラブ諸国で運用された。輸出は1973年より開始された。
MiG-23MS（МиГ-23МС）
輸出型。ワルシャワ条約機構外への輸出用。
エンジンがR-27、レーダーがサプフィール21になるなど、機体能力は大幅にダウングレードされていた。赤外線誘導型のR-23Tは運用可能だが、レーダー誘導型のR-23Rは運用できなかった。主としてアラブ諸国やアフリカ諸国で運用された。輸出は1973年より開始された。
MiG-23MF（МиГ-23МФ）
ワルシャワ条約機構加盟国向けの輸出型。
MiG-23Mとほぼ同規格の機体で、レーダーもMiG-23Mと同じサプフィール23Dを搭載した。輸出は1977年より開始され、後にワルシャワ条約機構外へも輸出された。

### 戦闘爆撃機型

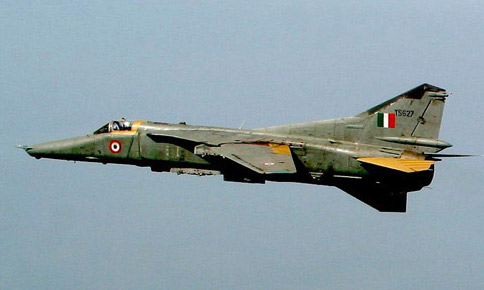
MiG-27ML

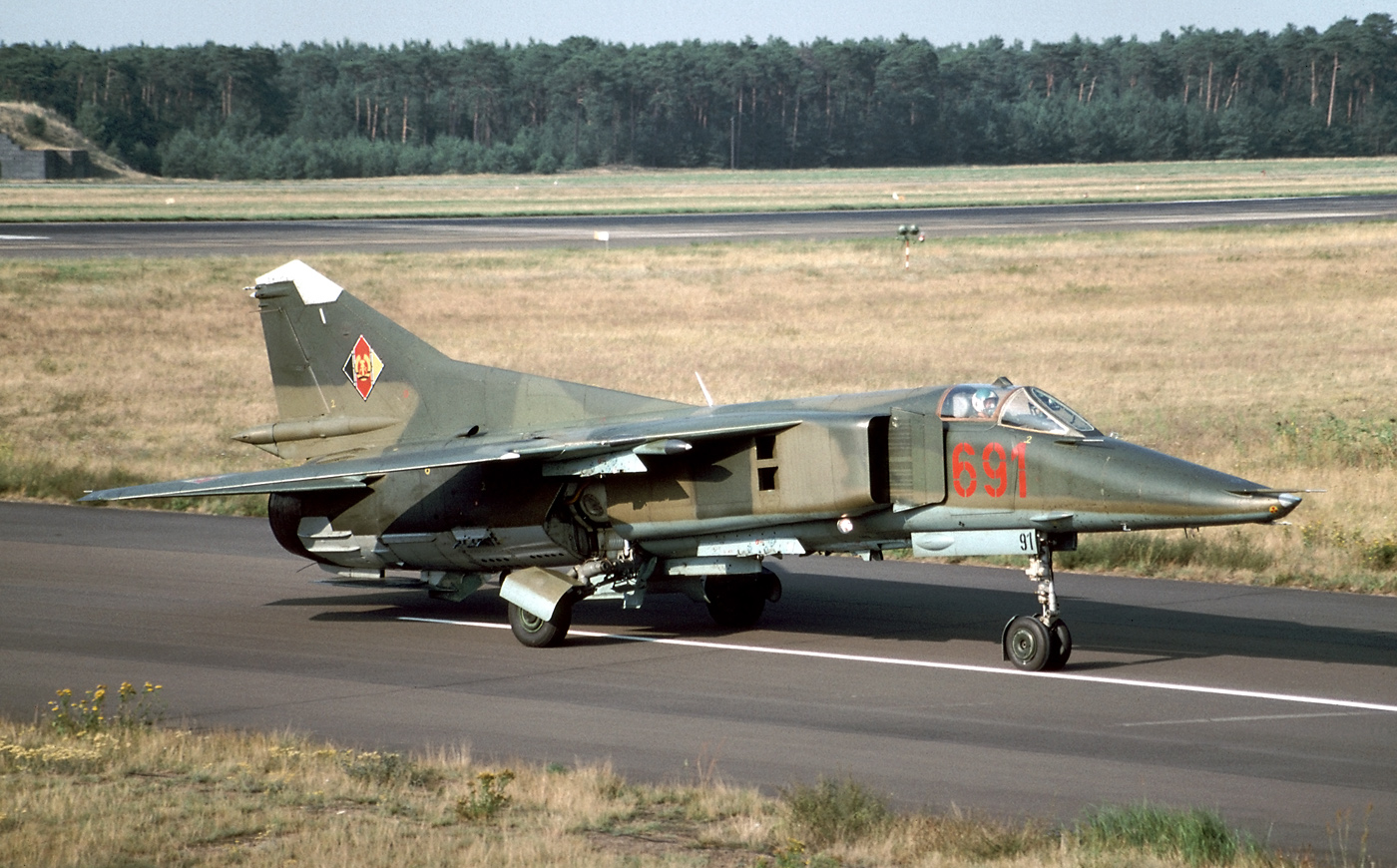
東ドイツ空軍のMiG-23BN。

戦闘爆撃機として開発された。
MiG-23B（МиГ-23Б）
MiG-23MSをもとに開発された初期型。
ソーコル23S照準システムフォーン・レーザー測距儀などの対地攻撃用機器を装備した。エンジンは国内対抗機のSu-17Mと同じAL-21F-3が搭載された。
1971年に初飛行し、1972年から1973年にかけて24機がモスクワのズナーミャ・トルダーで生産された。これらは実際に部隊配備され、習熟訓練に用いられた。
MiG-23BM（МиГ-23БМ）
ソ連国内向け型。
MiG-23Mをもとに開発され、エンジンも同じR-29B-300に変更された。
1972年に初飛行し、MiG-27として制式採用された。
MiG-23BN（МиГ-23БН）
輸出型。
MiG-27（МиГ-27）
ソ連国内向け型。
MiG-23R（МиГ-23Р）
前線偵察機型。Su-17シリーズが偵察機として十分な能力を発揮したため不要となり、計画のみに終わった。
MiG-23BK（МиГ-23БК）
ソ連国内向け型。1974年に初飛行し、1976年から1982年までの間に197機が製造された。1980年にMiG-27Kと改称された。
MiG-27K（МиГ-27К）
ソ連国内向け型。
MiG-27R（МиГ-23Р）
前線偵察機型。Su-17シリーズが偵察機として十分な能力を発揮したため不要となり、計画のみに終わった。
MiG-27M（МиГ-27М）
ソ連国内向け型。MiG-27Kを補完する目的で開発されたややグレードの劣る派生型。
1976年に初飛行し、1978年から1983年までの間にウラン・ウデのウラン・ウデ航空機工場で162機が製造された。
MiG-27D（МиГ-27Д）
ソ連国内向け型。MiG-27をMiG-27M仕様に改修したもの。
MiG-27MLバハドゥール（МиГ-27МЛ БАХАДУР）
インド向けの輸出型。1986年に初飛行し、ヒンドスタン航空機でライセンス生産された。生産・運用国のインドではMiG-27Mバハドゥールと呼ばれている。

### 後期型

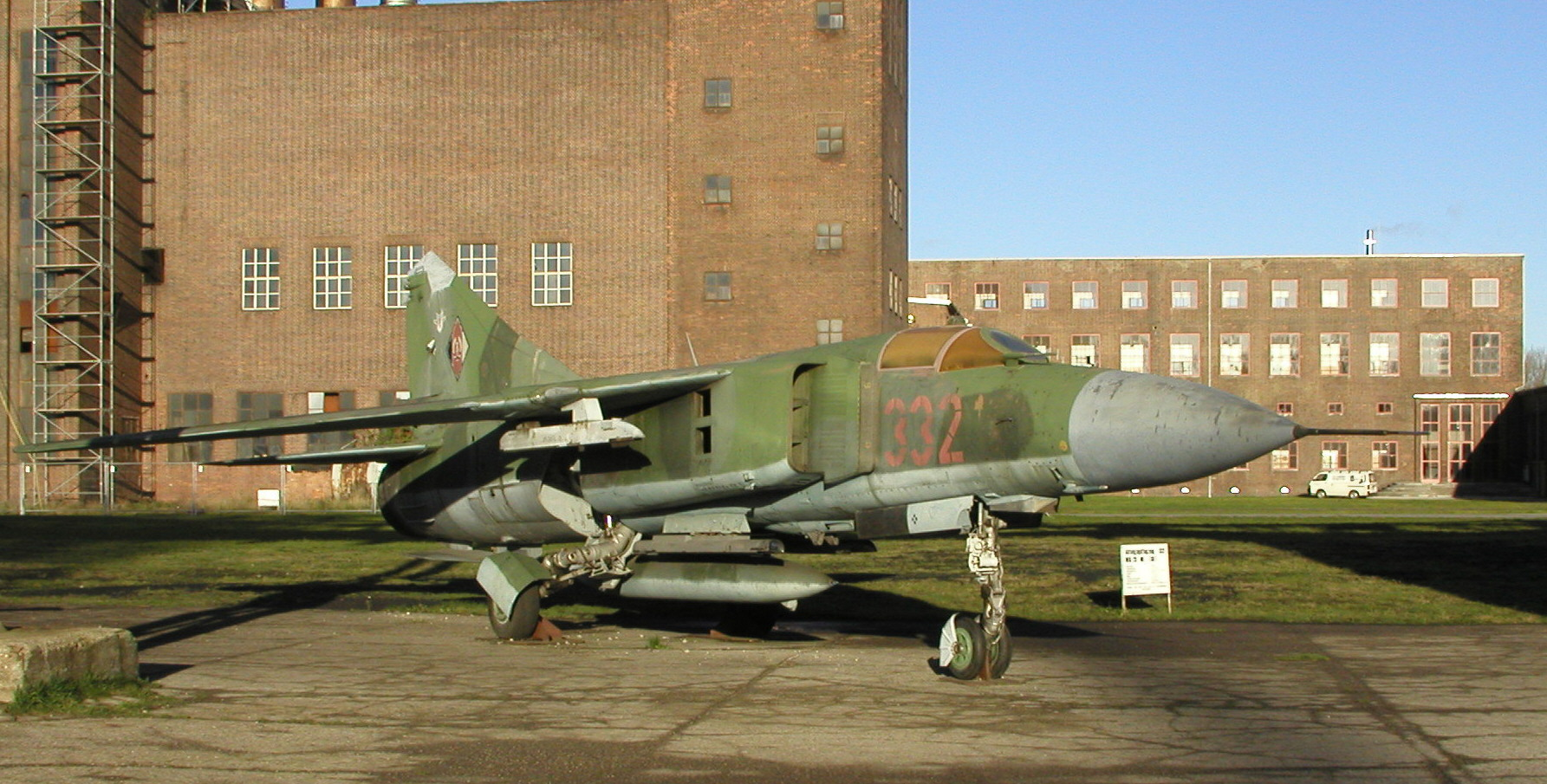
MiG-23MLA

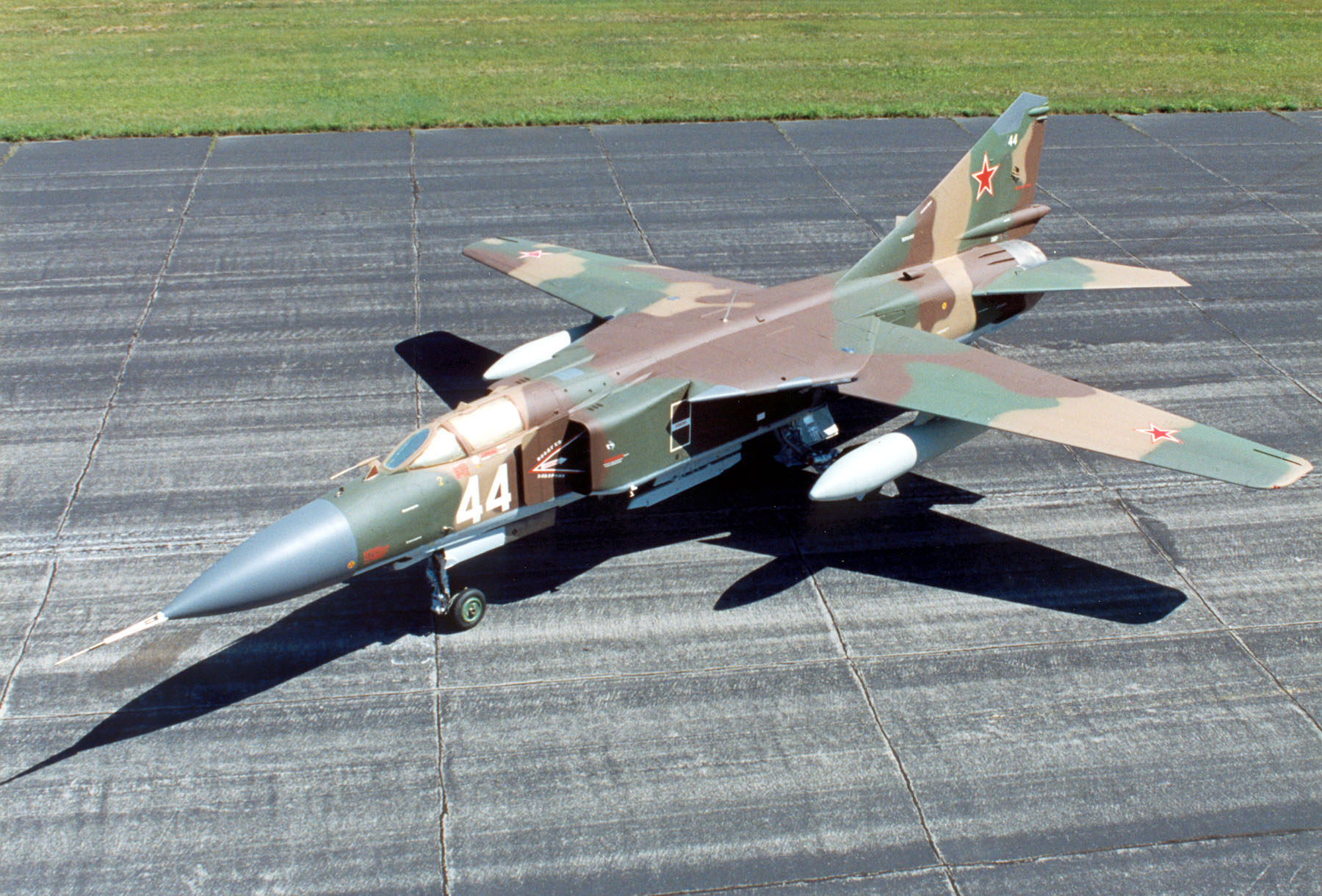
MiG-23MLD（ソ連国内型）

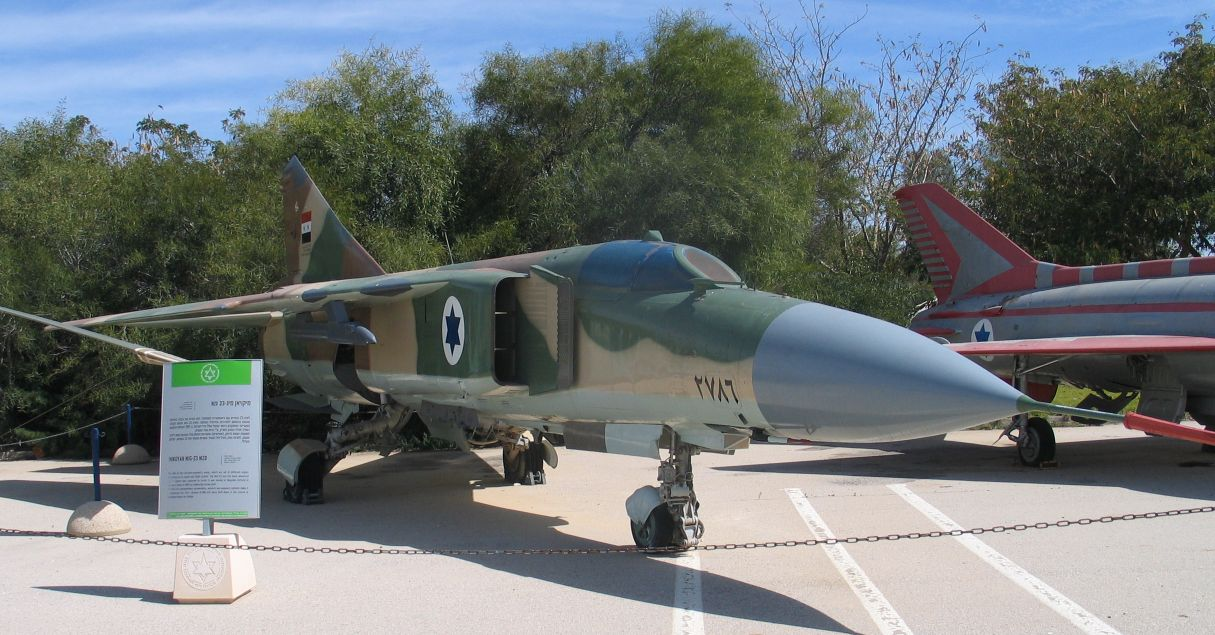
MiG-23MLD（輸出型）イスラエルの国籍マークをつけているのはイスラエルが鹵獲したシリア空軍機であるため（垂直尾翼にシリアの国籍マークが残っている）

主として、迎撃任務もこなせる高規格の多目的戦闘機として開発された。
MiG-23A（МиГ-23А）
前線戦闘機として開発された試作型。
MiG-23ML（МиГ-23МЛ）
後期型の初期型。
垂直尾翼前縁から胴体背部まで伸びていたドーサル・フィンが小型化されたのが特徴。機体の軽量化と主翼の前縁フラップの強化が施され、飛行性能は飛躍的に向上したとされる。火器管制レーダーは能力向上型のサプフィール23ML系列の「アメジスト」が搭載されたと言われる。これにより、85km先の目標を探知可能となり、新しいR-24R AAMの搭載により、55kmの距離から攻撃が可能となった。赤外線探知装置も更新され、TI-23Mの装備により35km先の目標を探知可能となり、赤外線誘導方式のR-13T AAMによる長射程迎撃能力を有している。
ミサイル誘導装置は、ラズーリSMLに更新された。機体後部にあるエアブレーキの前に、レベールNレーダー警戒装置のセンサーを収容したブリスター型のフェアリングが取付けられ、敵味方識別装置のSPO-2Mを装備して、戦闘能力が大幅に向上した。
エンジンも当時としては非常に高出力な部類に入る、アフターバーナー時推力12990kg(127.4kN)のR-35-300が搭載された。胴体中心線下面には、23mm機関砲を収容したUPK-23-250ガン・ポッドを搭載できるようになった。1974年より生産された。NATOのコードネームはフロッガーG。
MiG-23UM（МиГ-23УМ）
複座の戦闘訓練戦闘機で、MiG-23ML仕様としたもの。
MiG-23P（МиГ-23П）
ソ連国土防空軍仕様の低空目標の迎撃用に用いられた迎撃専用型。
MiG-23MLに自動操縦装備と連結したデータリング装置を装備し、火器管制レーダーはルックダウン・シュートダウン能力を付与した改良型であるサプフィール23系列の「アメジスト」が搭載された。赤外線探知装置も更新され、MiG-25PDのものに準じたTI-26の装備により60km先の目標を探知可能となった。1977年より生産された。
MiG-23MLA（МиГ-23МЛА）
後期型の中期型。
MiG-23Pの空軍型。
電子妨害対処能力を高めた「アメジスト」レーダーを搭載し、赤外線探知装置はTI-26が装備された。ASP-17MLヘッド・アップ・ディスプレイ(HUD)を装備するなど、R-24R/Tミサイルの搭載能力が付与されている。1978年から1983年まで生産された。
MiG-23K（МиГ-23К）
艦上戦闘機型。MiG-29KおよびSu-27Kと競合したが、計画初期に敗れている。
MiG-23MLD（МиГ-23МЛД）
後期型の後期型。
サプフィール23MLAレーダーを搭載。機首のピトー管にボルテックス・ジェネレーターが取付けられ、主翼の固定部前縁に新たな張り出しを設けることで、大迎角の飛行時に強力なボルテックスを発生させ、迎角時の限界を高め機動性を向上させている。
赤外線探知装置はTI-26が装備され、機体後部にはチャフ・フレアディスペンサーの装着が可能となっている。また、主翼の可変翼の後退角が変化しても兵装パイロンを常に機体中心線との平行を維持する、スウィベリング式の兵装パイロンを装備している。
兵装は赤外線誘導式のAAMではR-73（AA-11 アーチャー）、中射程のAAMではR-27（AA-10 アラモ）が新たに搭載可能となった。1984年から生産が開始された。NATOのコードネームはフロッガーK。
MiG-23MLG（МиГ-23МЛГ）
MiG-23MLDの発展型。新型のアクティブ妨害装置や照射式警告観測装置を搭載する予定であった。MiG-29の実用化に伴い計画は中止された。
MiG-23MLS（МиГ-23МЛС）
MiG-23MLDの発展型。MiG-23MLGの輸出型として計画された。
MiG-23MLDG（МиГ-23МЛДГ）
MiG-23MLDの発展型。新型のアクティブ妨害装置や照射式警告観測装置を搭載する予定であった。

### 近代化改修型
MiG-23シリーズの近代改修案として提示された派生型。
MiG-23-98（МиГ-23-98）
多用途戦闘機型の近代化改修型。
使用国の要求に合わせて3段階のアップグレードに対応できるとされており、R-27（AA-10 アラモ）やR-77（AA-12 アッダー）などの各種新型ミサイルの運用が可能となっている。1998年に提示された。アンゴラのMiG-23がこの規格に改修されている。
MiG-23B-98（МиГ-23Б-98）
MiG-23BNの近代化改修型。1998年に提示された。

## スペック (MiG-23ML)
- 初飛行：1976年
- 全幅
  - 後退角72°：7.78m
  - 後退角16°：13.97m
- 全長：16.70m
- 全高：5.00m
- 翼面積
  - 後退角72°：34.16m2
  - 後退角16°：37.27m2
- 空虚重量：10,230kg
- 離陸重量
  - 通常：14,770kg
  - 最大離陸重量：17,800kg
- 燃料搭載量：4,650L
- エンジン：ハチャトゥーロフ R-29-300ターボジェットエンジン×1
- 推力
  - アフターバーナー使用：12,500kg (122,6kN)
  - アフターバーナー未使用：8,290kg (81,3kN)
- 最高速度
  - 高高度：2,500km/h
  - 地表高度：1,400km/h
- 巡航速度：976km
- 実用航続距離：1,950km
  - 800L増槽×3使用：2,820km
- 戦闘行動半径：700-1,450km
- 最大上昇率：12,900m/min
- 実用飛行上限高度：18,500m
- 最大G：8.5
- 乗員：1名
- 武装
  - 固定武装：GSh-23L 23mmガスト式機関砲×1（装弾数200発）
  - 空対空ミサイル（誘導ロケット）：R-23R/T×2、R-24R/T×2、R-13M/M1×4、R-3S×4、R-60×4
  - 空対地ミサイル（誘導ロケット）：Kh-23×1
  - 空対地無誘導ロケット：S-5、S-8、S-24
  - 爆弾：FAB-500×4、FAB-10×16
  - 機関砲コンテナ：UPK-23-250

## 運用国

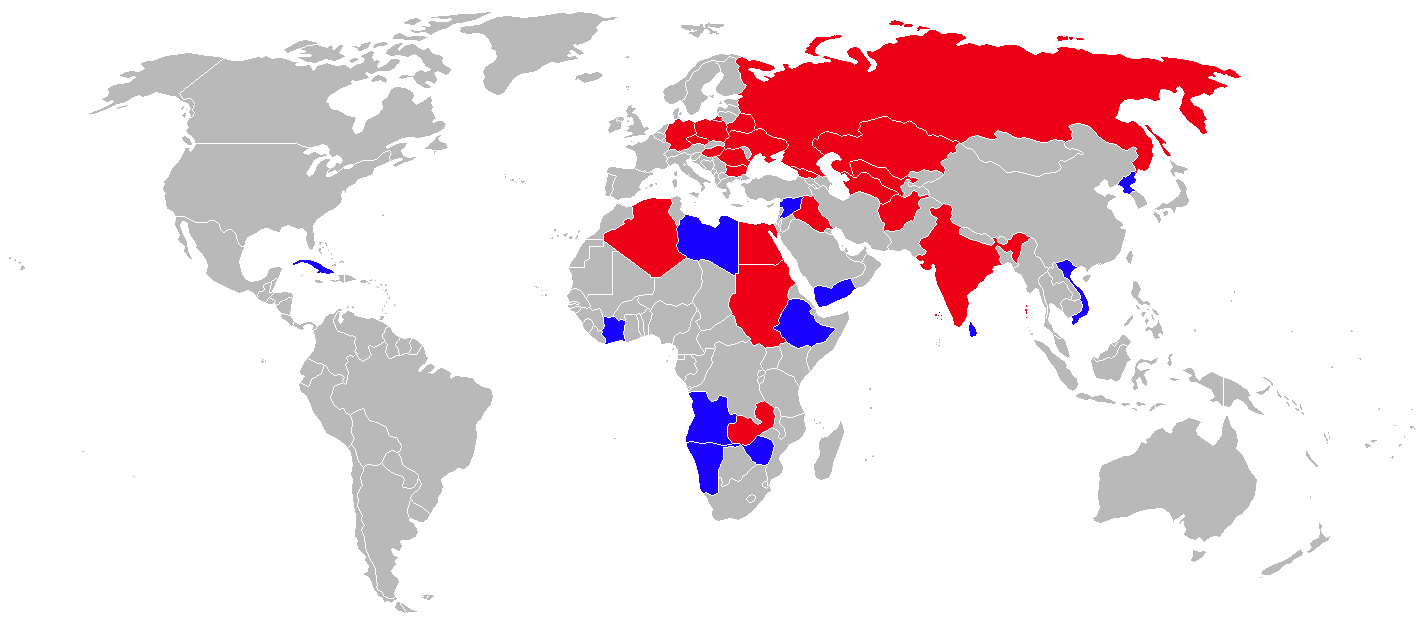
MiG-23の運用状況（青が運用中、赤が退役済み。）

- アンゴラ
  - アンゴラ国民空軍（英語版） MiG-23MS/MF/MLA/UB/BN?[4]
- エチオピア
  - エチオピア空軍（英語版） MiG-23MLA/BN/UB[5]
- カザフスタン
  - カザフスタン防空軍 - 2023年時点で、2機のMiG-23UBを保有している[6]。
- リビア
  - リビア空軍（英語版） MiG-23MS/ME/MF/ML?/UB/BN[7]
- 朝鮮民主主義人民共和国
  - 朝鮮人民軍空軍 MiG-23MS/MLA/UB[8]
- シリア
  - シリア空軍 MiG-23MS/ME/MF/ML/MLA?/MLD（輸出型）/UB/BN[9]
- ジンバブエ
  - ジンバブエ空軍（英語版）[10]リビアから3機譲渡された。

### 退役済み
- ソビエト連邦・ ロシア
  - ソ連空軍：各種・ロシア航空宇宙軍：MiG-23ML/P/MLD（ソ連型）/UB/UM、MiG-27/M/D/K（ソ連機）[11][12]
  - ソ連防空軍：MiG-23P/MLD（ソ連型）/UB/UM[13]
- ウクライナ
  - ウクライナ空軍：MiG-23M/ML/P/MLA/MLD（ソ連型）/B/UB/UM、MiG-27/M/D/K（ソ連機）[14]
- ベラルーシ
  - ベラルーシ空軍及び防空軍：MiG-23ML/MLD（ソ連型）/UB/UM、MiG-27/M/K/D（ソ連機） [15]
- トルクメニスタン
  - トルクメニスタン空軍・トルクメニスタン防空軍：MiG-23?/UB/UM（ソ連機）。1994年時点で、トルクメニスタン防空軍が490機のMiG-23を保有[16]。退役済み[17]。
- ブルガリア
  - ブルガリア空軍[18]：MiG-23MF/ML/MLA/MLD（輸出型）/MLD（ソ連型）/UB/BN（一部ソ連機） [19]
- ルーマニア
  - ルーマニア空軍：MiG-23MF/UB[20]
- ハンガリー
  - ハンガリー空軍：MiG-23MF/UB[21]
- ポーランド
  - ポーランド空軍：MiG-23MF/UB[22]
- 東ドイツ・ ドイツ
  - 国家人民軍航空軍：MiG-23MF/MLA/UB/BN
  - ドイツ空軍[23]
- チェコスロバキア・ チェコ
  - チェコスロバキア空軍（英語版）
  - チェコ空軍（英語版）：MiG-23MF/MLA/UB/BN[24]
- アルジェリア
  - アルジェリア空軍（英語版）：MiG-23MS/MF/ML?/UB/BN[25]
- エジプト（アラブ連合）
  - エジプト空軍：MiG-23MS/ME/UB/BN[26]
- イラク
  - イラク空軍：MiG-23MS/ME/MF/ML/MLA/MLD（輸出型）/UB/BN[27]
- イエメン
  - イエメン空軍（英語版）：MiG-23MS/UB
- コートジボワール
  - コートジボワール空軍（フランス語版）：MiG-23MLD（輸出型）（旧ブルガリア機）[28]

- ベトナム
  - ベトナム人民空軍：MiG-23MF/UB
- キューバ
  - キューバ空軍：MiG-23MF/ML/MLA/UB/BN[29]
- インド
  - インド空軍：MiG-23MF/UB/BN、MiG-27ML[30]
- スリランカ
  - スリランカ空軍：MiG-23UM、MiG-27M（旧ウクライナ機）[31]

### 評価用
- 中国
  - エジプトから譲渡され、可変翼設計をQ-6に組み込む試験が行われた。 計画は中止されQ-6は製造されなかったが、機能の一部はJ-8IIに組み込まれた。現在の中国では、いくつかの航空博物館でMiG-23を展示している。
- イスラエル
  - シリア軍パイロットが亡命時に乗ってきた機体[32]。
- アメリカ合衆国
  - サンプルはエジプトから入手し、ほとんどがネリス空軍基地に配備されていた。アメリカ空軍では1977年から1988年にかけて「コンスタント・ペグ」というコードネームのプログラムで、第4477試験および評価飛行大隊（英語版）において少数のMiG-23（公式にはYF-113と呼ばれる）が試験機と評価機の両方として使用され、また戦闘機パイロット訓練時には敵側の戦闘機として運用されていた。
- ユーゴスラビア ユーゴスラビア空軍及び防空軍（英語版）：MiG-23MLA（旧イラク機）[33]
  - 元イラク軍機のMiG-23が、1990年代初頭に航空試験センターで使用されていた。

## 登場作品
有名な機体ではあるが、メインの役割を果たすことはあまりなく、東側でもMiG-21やMiG-25よりも取りあげられることは少ない。

### 漫画
『エリア88』
作品序盤でアスラン王国傭兵部隊にて運用されている。
『有閑倶楽部』
ソ連領内に迷い込んだ主人公らのトライスター旅客機に対し2機が発進し、「ほんのお遊び」で機銃を発射する。
なお、初登場シーンは明らかにハセガワの1/72プラモデルの箱絵を参考にしている。

### 小説
『見知らぬ明日』
ソ連空軍機が登場。ミンスク上空でソ連防空軍のSu-11による迎撃を振り切った円盤を追撃するが、最終的に追撃をかわされた上、ソ連空軍に戦闘機3機喪失（内訳は不明）という被害を出してしまう。

### ゲーム
現代を舞台にした戦略級ゲームでは大抵登場しているが、以下の4作品は比較的出番が多い。
『エアフォースデルタ ブルーウイングナイツ』
主人公の一人であるジョン・ランダルが使用する他、敵機としても登場する。
『トムクランシーズ H.A.W.X.』
多くのミッションで敵機として登場する他、DLC追加機体としてプレイヤーも使用できる。
『コール オブ デューティ ブラックオプス2』
ソ連軍の主力マルチロール機として登場し、主人公やムジャーヒディーンに対して空爆を行う。
『Strike fighter project』シリーズ　(Third wire)
MiG-23BN、MiG-27も含む主要な型全てが登場する。基本的にプレイヤーは操作できないが、ごく簡単なModの導入で操作可能になる。